# クプラモンターナ
クプラモンターナ（伊: Cupramontana）は、イタリア共和国マルケ州アンコーナ県にある、人口約4,400人の基礎自治体（コムーネ）。

## 地理

### 位置・広がり
アンコーナ県のコムーネ。県都・州都アンコーナから西南西へ38kmの距離にある。

#### 隣接コムーネ
隣接するコムーネは以下の通り。括弧内のMCはマチェラータ県所属を示す。
- アピーロ (MC)
- マイオラーティ・スポンティーニ
- メルゴ
- モンテ・ロベルト
- ロゾーラ
- サン・パオロ・ディ・イェージ
- セッラ・サン・クイーリコ
- スタッフォロ

### 気候分類・地震分類
クプラモンターナにおけるイタリアの気候分類 (it) および度日は、zona E, 2252 GGである。
また、イタリアの地震リスク階級 (it) では、zona 2 (sismicità media) に分類される。